# Bartholomäus Hasenauer
Bartholomäus Hasenauer (* 10. Jänner 1892 in Maishofen, Salzburg; † 10. Dezember 1980 ebenda) war ein österreichischer Politiker (CSP, VF, ÖVP).

## Leben
Nach dem Besuch der Volksschule in Maishofen absolvierte Bartholomäus Hasenauer von 1908 bis 1910 die Landwirtschaftsschule in Oberalm. Von 1913 bis 1914 war er beim Militärdienst in Enns in Oberösterreich und diente von 1914 bis 1915 als Soldat im Ersten Weltkrieg. Kurz nach seiner Rückkehr aus dem Krieg übernahm Hasenauer 1915 den Bauernhof seines Vaters.
1917 wurde Hasenauer für die CSP in den Gemeinderat von Maishofen gewählt. 1919 folgte die Wahl des erst 27-jährigen zum Bürgermeister seiner Heimatgemeinde. Er blieb es bis 1931. Unmittelbar danach nahm er als Abgeordneter seiner Partei, der CSP, ein Mandat im Nationalrat an, dem er drei Jahre, vom 28. April 1931 bis zum 2. Mai 1934, angehörte. Im Kabinett des christlichsozialen Bundeskanzlers Karl Buresch saß Hasenauer zudem vom 12. März 1934 bis zum 10. Juli desselben Jahres als Staatssekretär unter Minister Ernst Rüdiger Starhemberg im Bundesministerium für Land- und Forstwirtschaft. 1934, in der Zeit des Austrofaschismus wurde Hasenauer als Vertreter der Selbständigen in der Berufsgruppe Land- und Forstwirtschaft in den Bundeswirtschaftsrat bestellt, der ihn in den österreichischen Bundestag entsandte, dem er vom 28. November 1934 bis zum 12. März 1938 angehörte.
1938 wurde Hasenauer erstmals kurzzeitig inhaftiert; erneute Freiheitsstrafen verbüßte er 1940 und 1944.
Unmittelbar nach dem Krieg wurde Hasenauer am 23. Mai 1945 Landesrat in der Landesregierung von Landeshauptmann Adolf Schemel. Dessen zweiter Nachfolger im Amt, Josef Rehrl, berief den ÖVP-Politiker Hasenauer am 1. Dezember 1949 zu seinem Landeshauptmann-Stellvertreter. Hasenauer blieb bis zum 31. März 1963 stellvertretender Salzburger Regierungschef, auch unter den Landeshauptmännern Josef Klaus und Hans Lechner.
Gleichzeitig zu seinen Tätigkeiten als Politiker war Hasenauer von 1945 bis 1950 Präsident der Salzburger Landwirtschaftskammer.

## Auszeichnungen und Ehrungen
- 1955: Großes Goldenes Ehrenzeichen für Verdienste um die Republik Österreich[1]
- 1961: Großes Goldenes Ehrenzeichen mit dem Stern für Verdienste um die Republik Österreich[1]
- 1967: Goldenes Ehrenzeichen des Landes Salzburg

Die Landwirtschaftliche Fachschule in Tamsweg wurde ihm zu Ehren in Bartholomäus-Hasenauer-Schule benannt.